# Elam
Elam (persisk: تمدن عیلام) var et oldtidsrige øst for Sumer og Akkad i det, som nu er det sydvestlige Iran. Elamiterne kaldte deres land Haltamti (senere elamitisk Atamti) som naboerne akkaderne lånte som Elam. Haltamti var kendt som Elam i det Det Gamle Testamente, hvor de bliver kaldt efterkommerne af Elam, den ældste søn af Sem. Riget eksisterede fra ca. 2.400 til 646 f.Kr., da det blev okkuperet af Assyrien. Hovedstaden hed Susa og ruinerne af denne by ligger ca. 35 mil øst for Bagdad.
Højlandet under Elam blev mere og mere identificeret med dets lavere liggende, senere hovedstad, Susa, og geografer efter Ptolemaios kaldte det Susiana. Selv om det var primært centreret i provinsen Khuzestan i imperiets tid, udvidede elamiterne deres civilisation ind i provinsen Fars i forhistorisk tid. Navnet på den moderne provins Khuzestān kommer fra den gammelpersiske rod Hujiyā, som betyder "Elam".

## Elamitisk sprog
Elamitisk er ikke i slægt med naboernes semitisk, sumerisk og indo-europæisk sprog. Nogle forskere tror, at sproget er i slægt med de dravidiske sprog i det sydlige Indien. Flere udviklingstrin i sproget er dokumenteret: det tidligste dateres til det 3. årtusinde f.Kr. og det seneste til achæmenidernes imperium. Elamitisk forsvandt ca. år 100. Elamiterne har efterladt sig 30.000 lertavler med elamitisk skrift.

## Historie
Det iranske plateau oplevede ikke opvæksten af en urban, litterær civilisation i det sene 4. og tidlige 3. årtusinde efter mesopotamisk mønster, men lavlandet Khuzestan gjorde det. Det var den elamitiske civilisation.
Geografisk bestod Elam af mere end Khuzestan. Det var en kombination af lavlandene og de nærliggende områder i højlandet i nord og øst. Elamiternes styrke var baseret på evnen til at holde disse områder sammen under et koordineret styre, som tillod maksimal bytte af de naturressourcer, som var unikke i regionen. Traditionelt blev dette gjort gennem en føderal styrestruktur.

### Regering
Nær forbundet med denne styreform var elamiternes arvesystem og magtfordeling. Det almindelige ledelsesmønster bestod af en overherre, som styrede over vasalprinser. I de tidligste tider boede overherren i Susa, som var føderal hovedstad. Sammen med ham styrede hans broder, som var nærmest i alder, vicekongen, som almindeligvis havde sit hovedsæde i den oprindelige by, som det for tiden styrende dynasti stammede fra. Denne vicekonge var arving til overherren. En tredje tjenestemand, regenten eller prinsen af Susa (distriktet) delte magten med overherren og vicekongen. Han var som regel overherrens søn eller, dersom ingen søn var tilgængelig, hans nevø. Når overherren døde, blev vicekongen overherre. Prinsen af Susa forblev i sit embede, og broderen til den gamle vicekonge nærmest ham i alder blev den nye vicekonge. Kun hvis alle brødrene var døde, blev prinsen af Susa forfremmet til vicekonge, som gjorde, at overherren kunne udnævne sin søn (eller nevø) som den nye prins af Susa. Et sådant kompliceret system af kontrolleret, balanceret magtarv brød ofte sammen til trods for æresægteskaber (obligatoriske ægteskaber mellem en enke og hendes afdøde mands broder). Det, som er bemærkelsesværdigt, er, hvor ofte systemet ikke virkede. Det var kun i de mellem- og senelamitiske perioder, at sønner som regel efterfulgte deres fader på tronen.

### Tre hovedperioder
Elamitisk historie kan inddeles i tre hovedfaser: den ældre, mellemste og sene eller neo-elamitiske periode. I alle perioderne var Elam nært forbundet med Sumer, Babylonien og Assyrien, nogle gange gennem fredelig handel, men oftest i krig. På samme måde var Elam ofte deltager i begivenheder på det iranske plateau. Begge involveringerne må ses i forbindelse med det kombinerede behov for alle lavlands-civilisationer om at kontrollere de krigerske folk i øst og udnytte økonomiske ressourcer på plateauet.

## Ældre elamitiske periode
De tidligste konger i den ældre elamitiske periode kan dateres til omkring 2.700 f.Kr. Landet var allerede i konflikt med Mesopotamien, i dette tilfælde med byen Ur, som var karakteristisk for elamitisk historie. Disse tidlige herskere blev fulgt af Awan (Shustar)-dynastiet.
Den 11. konge af denne linje indgik en traktat med den store Naram-Sin af Akkad (ca. 2.254-ca. 2.218 f.Kr.). Men snart dukkede der et nyt herskerhus op, Simash-dynastiet (Simash kan have været i det bjergene til det sydlige Luristan. Den betydeligste begivenhed i denne periode var Elams erobring af Shulgi af det 3. Ur-dynasti, en begivenhed som blev husket længe i mesopotamiske sørgesange og tekster. Omkring midten af det 19. århundrede f.Kr. gik magten i Elam videre til et nyt dynasti, Eparti. Den tredje konge i denne rækken, Shirukdukh, var aktiv i forskellige militære koalitioner mod den stigende magt i Babylon, men Hammurabi (ca. 1.792-ca. 1.750 f.Kr.) kunne ikke bekæmpes, og Elam blev knust i år 1.764 f.Kr. Det ældre babylonske kongedømme faldt hurtigt sammen i nedgangstiderne efter Hammurabis død, og det varede ikke længe, før elamiterne kunne få hævn. Kutir-Nahhunte I angreb Samsuiluna (ca. 1.749-ca. 1.712 f.Kr.), Hammurabis søn, og gav dem et så alvorligt nederlag for babylonerne, at begivenheden blev husket i en inskription af den assyriske konge Ashurbanipal mere end 1000 år senere. Det kan antages, at med dette slag fik Elam igen sin uafhængighed. Slutningen på Eparti-dynastiet, som kan være indtruffet i det sene 16. århundrede f.Kr., er uklar.

## Mellem-elamitiske periode
Efter to århundreder, hvor kilderne ikke afslører nogen ting, indledtes mellem-perioden med, at Anzanitt-dynastiet kom til magten. Dette dynastis hjemland lå antagelig i bjergene nordøst for Khuzestan. Politisk ekspansion under Khumbannumena (ca. 1.285-ca. 1.266 f.Kr.), den fjerde konge i denne række, fulgte hurtigt, og hans fremgange blev husket ved, at han tog titlen "udvider af imperiet". Han blev efterfulgt af sin søn, Untash-Gal, en samtidig med Shalmaneser I af Assyrien (ca. 1.274-ca. 1.245 f.Kr.) og grundlægger af byen Dur Untash (senere Chogha Zanbi).
I årene, som umiddelbart fulgte Untash-Gal, fandt Elam sig i en voksende reel eller potentiel konflikt med den stigende magt Assyrien. Tukulti-Ninurta I af Assyrien (ca. 1.244-ca. 1.208 f.Kr.) foretog felttog i bjergene nord for Elam. Elamiterne under Kidin-Khutran, den anden konge efter Untash-Gal, svarede med et vellykket og ødelæggende angreb på Babylonien.
Til sidst ser det imidlertid ud til, at den assyriske magt blev for stor. Tukulti-Ninurta formåede at udvide, for en kort tid, assyrisk kontrol langt ind i det sydlige Mesopotamien, Kitin-Khutran forsvandt i det ukendte og Anzanitt-dynastiet forsvandt.
Efter en kort periode med dynastiske problemer, åbnede den anden halvdel af mellem-perioden med styret under Shutruk-Nahhunte (ca. 1160 f.Kr.). To lige stærke og to ikke mindre imponerende konger fulgte grundlæggeren af et nyt dynasti, hvis hjem antageligvis var Susa, og i denne periode blev Elam en af de største militære magter i Mellemøsten. Tukulti-Ninurta døde omkring 1.208 f.Kr. og Assyrien svækkedes i en periode med intern svaghed og dynastiske konflikter. Elam var hurtig til at drage fordel af denne situation med udbredte felttog i området ved Diyala-floden og ind i selve hjertet af Mesopotamien. Shutruk-Nahhunte erobrede Babylon og bragte stelaen, som de berømte love af Hammurabi var skrevet på, til Susa. Shilkhak-In-Shushinak, broder og efterfølger efter Shutruk-Nahhuntes ældste søn, Kutir-Nahhunte, var fortsat ivrig efter at drage nytte af den assyriske svaghed og sendte felttog så langt mod nord som området ved nutidens Kirkuk. Men i Babylonien ledede det andre dynastiet under Isin et indfødt oprør mod en sådan kontrol, som elamiterne havde kunnet udøve der, og elamiternes magt i det centrale Meopotamien blev til sidst brudt. Elamiternes militære imperium begyndte at skrumpe hurtigt. Nebukadnesar I af Babylon (ca. 1.124-ca. 1.103 f.Kr.) angreb Elam og blev kun akkurat slået tilbage. Et nyt babylonsk angreb lykkedes derimod, og hele Elam blev overvundet, hvilket endte mellem-perioden.
Det er bemærkelsesværdigt, at i løbet af mellem-perioden virker det som, at om det gamle arvesystem for magten brød sammen. Det blev mere og mere almindeligt, at en søn efterfulgte faderen, og det blev mindre almindeligt med en delt autoritet inden for et føderalt system. Dette reflekterer antageligvis forsøget på at øge den centrale autoritet i Susa for at kunne udføre effektive felttog i udlandet og at holde elamiternes udenlandske erobringer. Det gamle system, der balancerede regionalisme med føderalisme, må have tabt på dette, og den bevægelse mod fraktioner og sektioner, som svækkede Elam i den sene periode, kan have haft sine rødder i den centrifugale udvikling i det 13. og 12. århundrede f.Kr.

## Sene elamitiske periode
En lang periode med mørke delte mellem-perioden og den sene elamitiske periode. I 742 f.Kr. nævnes en vis Huban-nugash som konge i Elam. Landet virker som om, det er blevet delt i separate provinser, med en ret svag centralmagt.
De næste 100 år så konstante forsøg fra elamiterne på at blande sig i mesopotamiske affærer, almindeligvis i alliance med Babylon mod det konstante pres fra neo-assyrisk ekspansion. Til tider lykkedes de med denne politik, både militært og diplomatisk, men i det hele blev de presset til at give efter for den voksende assyriske magt. Lokale elamitiske dynastiproblemer sammenfaldt fra tid til anden med både assyrisk og babylonsk indblanding. Imens eliminerede den assyriske hær den elamitiske magt og indflydelsen i Luristan. I tider, hvor dette indtraf, resulterede dette interne og eksterne pres i nær kollaps af al central autoritet i Elam. I en serie kampagner mellem 692 og 639 f.Kr., i et forsøg på at rense op i et politisk og diplomatisk kaos, som var blevet kronisk hovedpine for assyrerne, knuste Ashurbanipals arméer Susa, nedrev bygninger, plyndrede og ødelagde landet.